# جاناتان جانسون (ورزشکار)
جاناتان جانسون (انگلیسی: Jonathan Janson; ۵ اکتبر ۱۹۳۰ – ۲۹ نوامبر ۲۰۱۵) قایقران قایق بادبانی اهل بریتانیا بود.